# Озеро Левинсон-Лессинга
Озеро Левинсо́н-Ле́ссинга — пресное озеро в Красноярском крае на полуострове Таймыр. Представляет собой узкий (не более 3 км) водоем, длиной 12 км, находящийся в одной из межгорных котловин разломного типа. Расположено в 30 км западнее озера Таймыр, абсолютная высота зеркала озера над уровнем моря составляет 48 метров. Измерение глубин показало, что они достигают в центральной части озера 112 м, то есть дно озера лежит на 60 метров ниже уровня моря. Площадь самого озера около 25 км², площадь же бассейна озера составляет около 500 км² и почти вся лежит в пределах гор Бырранга. Из озера вытекает ручей Проточный, который впадает в реку Ледяную, которая впадает в озеро Таймыр. 
Вокруг озера мохово-лишайничковая тундра. В котловине озера особый микроклимат, часты прорывы холодного арктического ветра с севера, и температура воздуха на 2-3 градуса ниже близлежащей равнины и межгорных котловин. Озеро и его окрестности входят в состав Таймырского заповедника. Озеро названо в честь российского геолога, академика Ф. Ю. Левинсон-Лессинга.
В 1993—1996 годах бассейн этого озера всесторонне изучала комплексная международная экспедиция Института Арктики и Антарктики и Института Альфреда Вегенера (Германия).